# Справа «Україна проти Російської Федерації» (Міжнародний Суд)
«Україна проти Російської Федерації (щодо застосування МКБФТ та МКЛРД)» (англ. Ukraine v. Russian Federation (Application of the ICSFT and CERD)) — міжнародно-правовий спір розглянутий Міжнародним судом ООН на підставі скарги України, поданої 16 січня 2017 року.
Україна звинувачувала Російську Федерацію у порушенні зобов'язань за двома міжнародними договорами: Міжнародної конвенції про боротьбу з фінансуванням тероризму (МКБФТ); Міжнародної конвенції про ліквідацію всіх форм расової дискримінації (МКЛРД).
Справа стосувалася звинувачень у фінансуванні Російською Федерацією збройних груп, які діяли на сході України з 2014 року, а також у порушенні прав етнічних українців і кримських татар у Криму під час російської збройної агресії проти України.
За МКБФТ Україна стверджувала, що Російська Федерація фінансувала терористичні акти в окремих районах Донецької області, зокрема збиття літака рейсу MH17, обстріли Маріуполя (2015) та Краматорська (2015), та не вжила заходів для запобігання цих злочинів. За МКЛРД Україна стверджувала, що РФ здійснювала політику расової дискримінації щодо кримських татар і етнічних українців у окупованому Криму, включно із забороною Меджлісу та обмеженням освіти українською мовою. 
31 січня 2024 року Суд ухвалив рішення по суті й частково задовольнив вимоги України. Він визнав, що РФ порушила свої зобов'язання за МКЛРД у зв'язку з обмеженням освіти українською мовою в Криму (статей 2, п. 1 (а) та 5 (e) (v)). Водночас Суд не підтвердив інші звинувачення у расовій дискримінації через недостатність доказів. Також Суд встановив, що РФ порушила свої зобов'язання за МКБФТ щодо обов'язку співпраці у кримінальному розслідуванні (статті 9 (1)). Інші звинувачення у фінансуванні тероризму Суд відхилив з тієї ж підстави — через недостатність доказів. Суд також не присудив компенсації, оскільки встановлені порушення не мали економічного виміру або стосувалися процедурних зобов'язань. 
Це було перше в історії рішення Міжнародного суду ООН щодо тлумачення і застосування Конвенції про боротьбу з фінансуванням тероризму.

## Суть
Повна офіційна назва позову англійською: англ. Application of the International Convention for the Suppression of the Financing of Terrorism and of the International Convention on the Elimination of All Forms of Racial Discrimination (Ukraine v. Russian Federation).
Не існує міжнародного суду з юрисдикцією щодо порушення Статуту ООН, вчиненого РФ під час її вторгнення в Україну у 2014 році, і також міжнародного суду з юрисдикцією щодо злочину агресії, вчиненого російськими керівниками в Україні. Міжнародний Суд ООН (МС ООН) розглядає лише «правові спори» між державами – членами ООН, учасниками Статуту МС ООН. Суд ООН розглядає питання за згодою обох сторін і лише зобов'язання, які сторони добровільно на себе взяли. У компетенції МС ООН — встановити, чи порушувала держава-відповідач (РФ) певні міжнародні конвенції, ратифіковані державами-учасницями спору. Позов України охопив дві конвенції: про боротьбу з фінансуванням тероризму та про ліквідацію всіх форм расової дискримінації. Обидві ратифіковані Росією та Україною — це включає зобов'язання та згоду і Суд ООН може ухвалювати рішення, не питаючи згоди РФ. Поняття «агресія» у цих конвенціях відсутнє, тож Україна не просить визнати Росію державою-агресором тощо.
Слухання розпочались 6 березня 2017 року.
За повідомленням російських інформаційних агенцій прессекретар президента Володимира Путіна Дмитро Пєсков заявив, що Москва визнає рішення міжнародного суду по цій справі.

## Підготовка позову
Влітку 2014 року МЗС України офіційно повідомило РФ про порушення обох конвенцій. Упродовж 2014—2016 років МЗС України надіслало РФ понад 80 дипломатичних нот, Україна провела сім раундів переговорів щодо фактів порушень та їх кваліфікації за конвенціями. За результатами цих зусиль, Україна дійшла до висновку про неможливість вирішити спір шляхом переговорів (досудовими засобами).
У 2015 році президент РФ Путін В. підписав закон, згідно з яким рішення міжнародних судів Конституційний суд РФ може визнавати необов'язковими до виконання, якщо ті суперечать Конституції РФ, яку змінили 21 березня 2014 року.
Під час підготовки матеріалів до суду українською стороною було опитано 1400 потерпілих, 2000 свідків, проведено 1800 судових експертиз і здобуто 100 000 одиниць речових доказів, у тому числі зразки зброї та військової техніки виробництва Російської Федерації, захоплені українською армією під час боїв.
Позов налічує 800 томів матеріалів, з них 300 томів під грифом «таємно» і «цілком таємно».

## Звинувачення
Україна стверджує, що Російська Федерація порушує Конвенцію про боротьбу з фінансуванням тероризму шляхом надання зброї та інших видів допомоги незаконним збройним формуванням, які вчинили низку актів тероризму на території України. До найтрагічніших терористичних атак російських маріонеток слід віднести:
- збиття літака малайзійських авіаліній рейсу MH17,
- обстріли жилих районів Маріуполя та Краматорська,
- знищення цивільного пасажирського автобуса неподалік від Волновахи,
- смертоносний вибух під час мирного зібрання в Харкові.

Крім того, Україна стверджує, що Російська Федерація порушує Конвенцію про ліквідацію всіх форм расової дискримінації, беручи участь в кампанії дискримінації щодо неросійських громад, які проживають на тимчасово окупованій території Кримського півострова, зокрема, спільнот етнічних українців і кримських татар. Починаючи з незаконного «референдуму», проведеного в атмосфері залякування, російська окупаційна влада здійснює політику культурного знищення цих громад. Така дискримінаційна політика була засуджена Генеральною Асамблеєю ООН, і проявилася у забороні діяльності Меджлісу кримськотатарського народу, хвилі зникнень, вбивств, самовільних обшуків, затримань, спроб припинити мовлення ЗМІ, а також у обмеженні на викладання української і кримськотатарської мови.
Однак, міністр закордонних справ Павло Клімкін заявив, що українська сторона має намір доповнювати свій позов у Міжнародний суд ООН новими фактами порушення Росією прав людини. Зокрема, постійний представник України при ООН Володимир Єльченко зазначив, що позов може бути доповнений звинуваченнями у скоєнні військових злочинів — знищенні цивільних об'єктів критичної інфраструктури міста Авдіївка в січні-лютому 2017 року.

## Слухання

### Судді
14 чинних суддів МС ООН і 2 судді ad hoc: від України — Фаусто Покар, від РФ — Скотніков Лєонід (2017—19), Тузмухамєдов Бахтіяр (2019—24).
Суд ООН складається з 15 суддів, однак оскільки Україна не має у складі Суду своїх громадян і в слуханнях не бере участь громадянин РФ чинний віцеголова МС ООН Гєворгян Кірілл, який заявив самовідвід, то обидві сторони скористалися правом призначити спеціально для слухань цієї справи по одному додатковому судді — судді ad hoc. Україна обрала італійського юриста Фаусто Покара та РФ обрала російського юриста Скотнікова Лєоніда. Таким чином, рішення ухвалювали 16 суддів.

### Представники сторін
У МС ООН держави представляють міністерства закордонних справ.

#### Україну представили
У 2017 році агенти УкраїниОлена Зеркаль — очолила українську делегацію заступник Міністра закордонних справ; Всеволод Ченцов, співагент, директор Департаменту Європейського Союзу МЗС.
Радники та адвокати України: п. Гарольд Хонджу Кох (Harold Hongju Koh), п. Марні Л. Чік (Marney Cheek), п. Джонатан Гімблетт (Jonathan Gimblett), п. Девід М. Сіонтс (David M. Zionts).
Також до складу увійшли —  заступник Генерального прокурора Євгеній Єнін, керівник Головного департаменту зовнішньої політики та європейської інтеграції Адміністрації Президента Ігор Жовква, керівник Секретаріату Уповноваженого Верховної Ради з прав людини Богдан Крикливенко та начальник Апарату Голови Служби безпеки України Олександр Ткачук.
У 2019 році агенти УкраїниОлена Зеркаль, заступник Міністра закордонних справ України, як агент; Всевелод Ченцов, Надзвичайний і Повноважний Посол України в Королівстві Нідерланди, як співагент.
Радники та адвокати України:
Пан Гарольд Хонджу Кох (Harold Hongju Koh), професор міжнародного права, член колегії адвокатів Нью-Йорка та округу Колумбія;
Пан Жан Марк Тувенен (Jean Marc Thouvenin), професор Університету Парижа Нантер, Генеральний секретар Гаазької академії міжнародного права;
Пані Марні Л. Чік (Marney L. Cheek), Covington & Burling LLP, член колегії адвокатів округу Колумбія;
Пан Джонатан Гімблетт (Jonathan Gimblett), Covington & Burling LLP, член колегії адвокатів округу Колумбія та Вірджинія;
Пан Девід М. Сіонтс (David M. Zionts), Covington & Burling LLP, член колегії адвокатів Верховного суду США та округу Колумбія.
У 2019 році делегацію України склали 27 осіб.
З травня 2022 рокуАнтон Кориневич — агент України, посол з особливих доручень МЗС; Оксана Золотарьова — співагент України, директор Департаменту міжнародного права МЗС.
У процесі беруть участь адвокати з американської фірми «Ковінгтон і Берлінг» (англ. Covington & Burling LLP), ця фірма спеціалізується на комерційному арбітражі, у її юристів відсутній досвід у процесах з міжнародного публічного права.

#### Російську Федерацію представили
У 2017 році агенти РФКолодкін Роман — очільник делегації, директор Правового департаменту МЗС РФ, суддя ППТС і суддя МТМП з 1 жовтня 2017; Лукьянцев Грігорій Є., заступник директора департаменту МЗС РФ; Рогачьов Ілья І., директор департаменту МЗС РФ.
Радники та адвокати РФ: Матіас Форто (Mathias Forteau), Семюель Вордсворт (Samuel Wordsworth), Андреас Ціммерманн (Andreas Zimmermann).
У 2017 році до складу російської делегації в Суді увійшли понад 30 осіб. У тому числі іноземні та російські консультанти, представники МЗС РФ, Міноборони та інших федеральних відомств.
У 2019 році агенти РФ Лобач Дмітрій — очільник делегації, посол з особливих доручень МЗС РФ; Лукьянцев Грігорій Є., заступник директора департаменту МЗС РФ.
Радники та адвокати РФ:
п. Матіас Форто (Mathias Forteau), професор Університету Париж Нантер, у складі Комісії міжнародного права ООН (2023—27);
п. Ален Пелле (Alain Pellet), почесний професор Університету Париж Нантер, колишній голова Комісії міжнародного права, член Міжнародного інституту прав, (до 23 лютого 2022);
п. Семюель Вордсворт (Samuel Wordsworth), QC, член Англійської колегії адвокатів, член Паризької колегії адвокатів, Судової палати Ессекса, адвокат РФ у справах «Україна проти Росії» щодо «прав прибережної держави у Чорному й Азовському морях та у Керченській протоці» (поч. 2016) та щодо «затримання кораблів та військовослужбовців ВМС України» (поч. 2019) за Конвенцією ООН з морського права у МТМП та Арбітражі ППТС;
п. Андреас Ціммерманн (Andreas Zimmermann), магістр права (Гарвардський університет), професор міжнародного права Потсдамського університету, директор Потсдамського центру прав людини, член Постійної палати третейського суду та Комітету з прав людини.
У 2019 році делегацію РФ склали 40 осіб.
У 2023 році агенти РФКузьмін Геннадій В., посол зі спецдоручень МЗС РФ, відповідальний за питання Міжнародного суду ООН; Шульгін Александр, російський посол у Нідерландах; Заболоцька Марія заступниця представника РФ в ООН.
Радники та адвокати РФ: Хаді Азарі (Hadi Azari), Свейнстон Міхаель (Swainston Michael), Жан-Шарль Чікая (Jean-Charles Tchikaya), Удовічєнко Кірілл, Сієнхо Йі (Sienho Yee).
Жан-Батіст Мерлен (Jean-Baptiste Merlin) доктор юридичних наук,  Тесса Барсак (Tessa Barsac) консультант з міжнародного права, Шон Огей (Sean Aughey) адвокат, інш. Адвокатська компанія РФ «МЗС та партнери», інші.

## Хід провадження
- 16 січня 2017 року Україна подала позов до Міжнародного суду ООН.

- 6—9 березня 2017 року відбулися перші слухання у справі — з питань попередньої юрисдикції та щодо застосування запобіжних заходів[3].

- 19 квітня 2017 року Суд ухвалив рішення про застосування запобіжних заходів, обов'язкових для виконання. Відмова держави дотримуватись таких заходів розцінюється як порушення міжнародного права.

- 12 червня 2018 року Україна подала свій письмовий меморандум по суті справи.

- 3—7 червня 2019 року відбулися публічні слухання щодо заперечень РФ проти юрисдикції Суду[23].

- 8 листопада 2019 року Міжнародний суд ООН визнав свою юрисдикцію щодо розгляду справи за двома міжнародними договорами — МКБФТ і МКЛРД. Порушення першої Конвенції Україна вбачала в діях та бездіяльності РФ на сході України, другої — у тимчасово окупованому Криму протягом 2014—2015 років[24][25].

- 8 грудня 2020 року МС ООН продовжив Російській Федерації строк для подання контрмеморандуму до 8 квітня 2021 року[26].

- 9 серпня 2021 року РФ подала контрмеморандум[27].

- Письмова відповідь України мала бути представлена 8 квітня 2022 року, а заперечення РФ — 8 грудня 2022 року[28]. Україна подала відповідь із затримкою на три тижні через російське вторгнення в Україну 24 лютого 2022 року.

- 6—18 червня 2023 року відбулися публічні слухання по суті справи, під час яких сторони узагальнено виклали свої позиції[5][29].

- 31 січня 2024 року Міжнародний суд ООН оголосив рішення по суті.

## Тимчасові заходи (2017)
6 березня 2017 року відбулися попередні слухання щодо юрисдикції та про застосування запобіжних заходів, які тривали до 9 березня. Запобіжні заходи дозволяють Суду попередити погіршення ситуації та захистити цивільне населення протягом часу, необхідного для розгляду справи.
У запиті про застосування запобіжних заходів Україна просить Суд зобов'язати Російську Федерацію припинити порушення міжнародного права. Зокрема, Україна звертається до Суду з клопотанням зобов'язати Російську Федерацію:
- забезпечити ефективний контроль за своїм кордоном,
- припинити постачання зброї до України,
- зупинити підтримку незаконних збройних формувань, які завдають шкоди цивільному населенню України,
- також утриматись від будь-яких подальших актів етнічної дискримінації в окупованому Криму.

Зазвичай, Міжнародний Суд ООН розглядає запити про запровадження тимчасових заходів у прискореному порядку.
19 квітня 2017 року було оголошено рішення про запобіжні заходи. Міжнародний суд ООН в Гаазі визначив, що Росія має утриматися від обмежень відносно Меджлісу кримськотатарського народу та поновити його діяльність. Серед іншого суд закликає забезпечити доступність освіти у Криму українською мовою.
|                             | Суд вважає, що відносно ситуації в Криму РФ має утриматися від підтримання або накладення певних обмежень відносно можливості кримських татар та їхньої спільноти зберігати свої установи, |
| — Голова Суду Ронні Абрахам | |

Також суд наклав на обидві сторони зобов'язання уникати порушень Конвенції про запобігання усіх форм расової дискримінації.
Міжнародний суд ООН відмовив Україні у затвердженні тимчасових заходів проти Росії за конвенцією із заборони фінансування тероризму.
Згідно аналізу відповіді Міжнародного суду 19 квітня 2017 року, проведеного «Європейською правдою», причиною відмови Суду запровадити запобіжні заходи у зв'язку з Конвенцією про боротьбу з фінансування тероризму є те, що конвенція порушується лише в тому разі, якщо ця зброя, інші засоби чи фінанси надаються «з метою або з розумінням того, що саме цю зброю чи інші засоби використають для терактів».
|                               | На цьому етапі слухань Україна не надала Судові достатніх доказів (умисності такого постачання саме для терактів), |
| — Наказ Суду ООН, Параграф 75 | |

## Юрисдикція (2019)
8 листопада 2019 року МС ООН визнав свою юрисдикцію щодо справи. Суд відхилив попередні заперечення Російської Федерації щодо прийнятності скарги та перейшов до розгляду справи по суті.

## Рішення по суті (2024)
Справа за Конвенцією ООН щодо боротьби з фінансуванням тероризму (чинна з 2002 р.) розглядалась вперше у світі — значну частину рішення судді приділили тлумаченню положень Конвенції та трактуванню поняття англ. «funds» («активи», «фонди»). На останньому етапі процесу Суд постановив, що предметом Конвенції є лише гроші, які надаються для того, щоб купувати зброю, і постачання зброї, боєприпасів, тренування, захоплення активів повністю виключено з рішення Суду.
Україна — перша держава, яка дійшла до рішення МС ООН по суті з конвенції щодо расової дискримінації (чинна з 1969 р.) — рішення суду містить роз'яснення щодо доказів, оскільки Суд ООН немає слідства і докази надають сторони. Суд наголосив, що для того, щоб довести дискримінацію, потрібно зробити порівняння між етнічною дискримінацією та дискримінацією за політичною ознакою.
Суд у своєму рішенні щодо юрисдикції від 8 листопада 2019 року зазначив, що конвенція МКБФТ спрямована лише на боротьбу з фінансуванням тероризму, який вчиняють індивіди, і не врегульовує питання державного фінансування актів тероризму.
Суд визначив предмет спору у своєму попередньому рішенні 8-го листопада 2019 року:
- щодо Міжнародної конвенції про боротьбу з фінансуванням тероризму (МКБФТ):

чи мала РФ зобов'язання відповідно до МКБФТ вживати заходів і співпрацювати у запобіганні та припиненні ймовірного фінансування тероризму в контексті подій на сході України і, якщо так, чи порушила РФ таке зобов’язання;
- щодо Міжнародної конвенції про ліквідацію всіх форм расової дискримінації (МКЛРД):

чи порушила РФ свої зобов'язання за МКЛРД через дискримінаційні заходи, нібито вжиті проти кримськотатарської та української громад у Криму.
16 червня 2023 року офіційна представниця МЗС РФ оголосила дату винесення рішення МС ООН: «Винесення Судом рішення у справі очікується 29 січня 2024 року». 25 січня 2024 року МС ООН оголосив дату винесення рішення.
31 січня 2024 року МС ООН оголосив рішення по суті. Суд ООН може розглядати лише ті питання, що порушили сторони. Якщо в ході судового процесу встановлені факти порушень, які виходять за межі питань у позові чи за межі міжнародних договорів, на які посилаються у позові, судді не виносять рішення. Суд у своєму рішенні по суті відмовився винести конкретне рішення щодо ймовірної відповідальності РФ за збиття літака малайзійських авіаліній рейсу MH17 з непідконтрольних українському уряду територій 17 липня 2014 року.
Суд визнав меншу частину звинувачень України до РФ і не присудив Україні компенсації за жодним із порушень. Він вказав, що встановлене порушення Російською Федерацією зобов'язання за МКБФТ — обов'язку співпраці у кримінальному розслідуванні (стаття 9(1)) — має процедурний характер і саме по собі не тягне обов'язку виплатити компенсацію. Щодо порушення прав етнічних українців на освіту рідною мовою у Криму, встановленого за МКЛРД, Суд дійшов висновку, що не може призначити компенсацію, оскільки не було доведено економічного виміру порушення.

### Суд визнав
За Конвенцією ООН щодо боротьби з фінансуванням тероризму (МКБФТ) Україна висунула звинувачення за п'ятьма статтями. Суд підтримав звинувачення за однією — визнав бездіяльність РФ у тому, що вона системно не розслідувала ймовірні злочини щодо фінансування тероризму. Суд встановив, що РФ порушила свої зобов'язання за статтею 9, п. 1 МКБФТ (Рішення, п. 149).
За Конвенцією ООН щодо подолання усіх форм расової дискримінації (МКЛРД) Україна висунула звинувачення за дев'ятьма пунктами. Суд визнав звинувачення за одним — визнав діяльність РФ  на ТОТ Криму дискримінацією щодо українців. Суд частково підтримав звинувачення — дії російських правоохоронних органів щодо кримських татар могли порушувати права цієї етнічної групи. Суд встановив, що РФ порушила свої зобов'язання за статтею 2, п. 1 (а) та статтею 5 (e) (v) МКЛРД.
Суд встановив, що РФ порушила свої зобов'язання за п. 106 (1) (a), п. 106 (2) Наказу про тимчасові заходи від 19 квітня 2017 року.

### Суд відхилив
За Конвенцією ООН щодо боротьби з фінансуванням тероризму (МКБФТ) Україна висунула звинувачення за п'ятьма статтями. Суд відхилив звинувачення за чотирма:
- 8 (1) — не здійснення заходів щодо виявлення, відстеження коштів, які використовуються або розподіляються з метою фінансування тероризму в Україні, а також щодо замороження або арешту коштів, які використовуються або розподіляються для цілей фінансування тероризму в Україні[41]. Рішення: щодо не здійснення заходів виявлення, відстеження — Україна не вказала на конкретні кошти чи рахунки, що треба виявити; щодо замороження — стаття 8 передбачає, що для її виконання «[кожна] держава-учасниця вживає відповідних заходів відповідно до своїх національних правових принципів». Суд вважає, що стандарт, який використовується у національному законодавстві РФ, є аналогічним стандарту обґрунтованих підстав для підозри і внутрішнє законодавство РФ дозволяє заморожувати активи, якщо є «достатні підстави підозрювати», тоді як докази є не конкретні та не детальні щоб підозрювати.
- 10 (1) — не притягнення до відповідальності підозрюваних[41]. Рішення: притягнення до відповідальності можливо після розслідування, проте РФ системно не розслідувала ймовірні злочини (порушила ст. 9) і РФ не зобов'язана забезпечувати вимоги України щодо екстрадиції осіб, яких звинувачували у фінансуванні терористів на території України.
- 12 (1) — не надання допомоги у зв'язку з розслідуванням кримінальних справ щодо фінансування тероризму[41]. Суд визначив доказовий поріг у протидії фінансуванню тероризму, за яким можна звернутися за взаємною допомогою. Рішення: Україна не надала достатньо доказів того, що РФ знала, що її кошти будуть використані з наміром вчинення терористичних актів, тож РФ не зобов'язана допомагати Україні в розслідуванні ймовірного фінансування тероризму[42][32].
- 18 (1) — надання Російською Федерацією зброї та інших видів допомоги незаконним збройним формуванням, відмова співпрацювати у запобіганні злочинам, пов'язаним із фінансуванням тероризму, шляхом вжиття всіх практичних заходів для запобігання та протидії підготовці на своїй території до вчинення цих злочинів у межах або за межами своєї території[41]. Рішення: лише грошові чи фінансові ресурси, надані або зібрані для використання під час здійснення актів тероризму, можуть бути підставою для звинувачення у злочині фінансування тероризму[43][34].

За Конвенцією ООН щодо подолання усіх форм расової дискримінації (МКЛРД) Україна висунула звинувачення за дев'ятьма пунктами. Суд відхилив звинувачення за статтями 2 (частково), 4, 5 (частково), 6, 7. Суд визнав, що незалежні міжнародні спостерігачі та український уряд не мають доступу до тимчасово окупованої АР Крим, тому Україна не змогла надати додаткових доказів і посилається на звіти міжнародних організацій. Виходячи зі звітів, Суд робить висновок, що причиною переслідування кримських татар та українців може бути політична мотивація, а не етнічна приналежність, тому це не порушує Конвенцію.
Суд не розглядає заборони на прояви кримсько-татарської та української етнічностей (Меджлісу, ЗМІ) — це заборони в контексті прав людини в цілому, які виходять за межі конвенції МКЛРД. Суд не розглядає встановлення російського політичного режиму на тимчасово окупованій території України.

## Виконання рішення суду
Рішення Міжнародного суду ООН є остаточними та обов'язковими для сторін відповідно до статті 94 Статуту ООН. Російська Федерація, щодо якої встановлено порушення, зобов'язана привести свою практику у відповідність до рішення Суду, дотримуючись принципу добросовісного виконання міжнародних зобов'язань.
У разі невиконання рішення держава-стягувач має право звернутися до Ради Безпеки ООН для забезпечення його виконання. Ефективність цього механізму обмежується правом вето постійного члена Ради Безпеки — Російської Федерації, що перешкоджає застосуванню примусових заходів у відповідь на відмову виконувати рішення. Водночас зобов'язання дотримуватися рішення Суду залишаються чинними без обмеження в часі.
Попри обмеженість процедур забезпечення виконання, держави в переважній більшості випадків дотримуються рішень Суду, керуючись юридичними, політичними та репутаційними чинниками. Виконання таких рішень розглядається як складова підтримання міжнародного правопорядку, заснованого на верховенстві права.